# Adriana Ruanová
Adriana Ruanová Olivová (nepřechýleně Ruano Oliva; * 26. června 1995 Ciudad de Guatemala) je guatemalská sportovní střelkyně. Na Letních olympijských hrách 2024 se stala olympijskou vítězkou v disciplíně trap. Stala se prvním člověkem z Guatemaly, co získal zlatou olympijskou medaili. V roce 2023 vyhrála ve stejné soutěži na Panamerických hrách. 
Živí se jako výživová poradkyně. Od mala se věnovala gymnastice, nicméně ve svých šestnácti utrpěla zranění páteře, které ji připravilo o možnost zúčastnit se národní kvalifikace v gymnastice na LOH 2012. Se sportovní střelbou začala v roce 2013.